# Deh Shams-e Bozorg
Deh Shams-e Bozorg (persiska: ده شمس بزرگ) är en ort i Iran.   Den ligger i provinsen Västazarbaijan, i den nordvästra delen av landet, 600 km väster om huvudstaden Teheran. Deh Shams-e Bozorg ligger 1 362 meter över havet och antalet invånare är 767.
Terrängen runt Deh Shams-e Bozorg är kuperad söderut, men norrut är den platt. Runt Deh Shams-e Bozorg är det ganska tätbefolkat, med 104 invånare per kvadratkilometer. Närmaste större samhälle är Naqadeh, 16,4 km öster om Deh Shams-e Bozorg. Trakten runt Deh Shams-e Bozorg består till största delen av jordbruksmark.